# Oenochroma artia
Oenochroma artia là một loài bướm đêm trong họ Geometridae.